# 长山镇 (东港市)
长山镇，是中华人民共和国辽宁省丹东市东港市下辖的一个乡镇级行政单位。

## 行政区划
长山镇下辖以下地区：
新升村、七股顶村、大顶子村、陶家村、卧龙村、长山村、新民村、窟窿山村、柞木山村、杨树村、光复村、东尖山村、孤家村、山西村、山东村、高家村、富家村、金马村和下岗村。